# Nguyễn Văn Trí (Mỹ Tho)
Nguyễn Văn Trí (1912 - 28 tháng 09 năm 1965) (bí danh: Hai Trí) là Đảng viên Đảng Cộng sản Đông Dương, Chính ủy Quân khu 7, Phó Tư lệnh Quân khu 8, Xứ Ủy viên Xứ ủy Nam Bộ, Phó Trưởng ban Thống nhất Trung ương, Thứ trưởng Bộ Nông trường Việt Nam.

## Tiểu sử
- Tên thật: Nguyễn Văn Trí.
- Bí danh: Hai Trí
- Năm sinh: 1912 (trên giấy tờ 1913)
- Quê quán: tỉnh Mỹ Tho (nay là tỉnh Tiền Giang).

## Thời kì chống Pháp từ 1927 - 1954
- Ông tham gia Cách mạng từ năm 1925, ở Cao Lãnh, tham gia phong trào học sinh, được đồng chí Phạm Hữu Lầu giao đi rải truyền đơn.
- Cuối 1927,được các ông Trần Nguyên Phụ, Võ Hoành, Lê Chánh Đáng... giới thiệu đi Trung Quốc, gia nhập Việt Nam Thanh niên Cách mạng đồng chí Hội, và được cử đi học tại Trường quân sự Hoàng Phố (Trung Quốc).
- Về nước đi tìm cụ Tú Kiên, được giới thiệu cho đồng chí Hải Triều dìu dắt.. Năm 1929 gia nhập ĐảngTân VIệt.
- 1930, Ông được giới thiệu vào Đảng Cộng sản Đông Dương, là tỉnh ủy viên Liên tỉnh ủy lâm thời Mỹ Tho - Bến Tre.
- Được đồng chí Nguyễn Thiệu điều động thành lập chi bộ ở Sở Trường Tiền (Mỹ Tho) 
- Điều đồng làm Bí thư chi bộ Thanh niên cộng sản Đoàn, phụ trách báo Việt Thường của học sinh College Mỹ Tho, chi bộ có các đồng chí Phạm Hùng, Nguyễn Duy Khâm. Sau đó được điều động công tác ở Chợ Giữa, Cai Lậy.
- Được điều động sang Bến Tre, Ông là người xây dựng cơ sở Đảng đầu tiên của tỉnh Bến Tre 
- Năm 1931, ông bị bắt và kết án đày ông đi Côn Đảo.
- 1945, Cách mạng tháng Tám thành công, ông được cử làm Chủ tịch Ủy ban Kháng chiến Hành chánh tỉnh Mỹ Tho, Chỉ huy trưởng Bộ đội Thủ Khoa Huân.Chính trị viên UB HC tỉnh.
- 1946, ông là trưởng ban quân sự khu 8, Bí thư chi bộ Binh công xưởng khu. Ông Nguyễn Văn Trí cùng với Nguyễn Văn Kỉnh được giao nhiệm vụ xây dựng căn cứ kháng chiến Đồng Tháp Mười. Trong thời gian này ông đã xây dựng trường Quân Chính Khu 8.
- Cuối năm 1946, để tăng cường công tác chính trị trong các lực lượng vũ trang, Xứ Ủy lâm thời điều động đồng chí Nguyễn Văn Trí từ khu 8 về làm Chủ nhiệm chính trị khu 7, Huỳnh Kim Trương làm Tham mưu trưởng.
- 1946 - 1949, Ông làm Thường vụ khu ủy, Bí thư quân khu Ủy, thường vụ khu ủy miền Đông, Chính ủy khu 7 thay cho ông Trần Xuân Độ, trung tướng Nguyễn Bình làm tư lệnh.
- Cuối tháng 7 năm 1948, trên bờ kênh Năm Ngàn giữa chiến khu Đồng Tháp Mười, Đại hội đại biểu xứ Đảng bộ Nam Bộ lần thứ nhất được triệu tập. Ông được bầu làm Xứ Ủy viên Xứ ủy Nam Bộ cùng các đồng chí: Nguyễn Văn Linh, Nguyễn Thanh Sơn, Nguyễn Thị Thập, Phan Trọng Tuệ, Nguyễn Văn Trấn, Trần Văn Trà, Nguyễn Văn Vịnh, Phạm Thái Bường.
- 1949 – 1951, Ông về làm Phó tư lệnh khu 8, Thường vụ quân ủy khu 8.
- Năm 1950, Xứ ủy Nam Bộ quyết định thành lập Tỉnh căn cứ Đồng Tháp Mười, ông được cử làm Bí thư tỉnh Ủy
- Ngày 5 tháng 9 năm 1951, Trung ương thành lập Ban căn cứ địa Nam Bộ do ông Nguyễn Văn Trí làm Trưởng ban. Tại chiến khu Đ, Ban Căn cứ địa họp và xác định xây dựng một hệ thống căn cứ địa chính cho toàn chiến trường Nam Bộ, gần chiến khu Đ. Đó là các chiến khu: Minh Châu, Đồng Tháp Mười và U Minh.
- 1951-1953: Trưởng Ủy Ban Căn cứ địa Nam Bộ, đại diện Bộ Tư lệnh Nam Bộ ở chiến khu Đồng Nai, đại diện chính ủy Nam Bộ lãnh đạo các liên chi đảng bộ trực thuộc Bộ và các đội võ trang tuyên truyền ở các vùng dân tộc thiểu số.

## Sau Hiệp định Geneva 1954
- 1954, ông được phân công làm Phó Chánh Văn phòng, phụ trách trưởng Ban nghiên cứu của Ban thi hành Hiệp định đình chiến Trung ương, sau Ban đổi tên là Ban thi hành Hiệp định Geneva.
- 1957, Ông Nguyễn Văn Trí được phân công làm Phó trưởng ban Thống nhất TW, ông Phạm Hùng làm trưởng Ban.
- 5/1960, ông làm Thứ trưởng Bộ Nông trường nước Việt Nam Dân chủ Cộng hòa. Với những đóng góp của ông trong thời kỳ này, ông được nhà nước trao tặng Huân chương Lao động.
Ông từ trần ngày 28 tháng 9 năm 1965 tại Hà Nội.

## Danh hiệu Tôn vinh
- Huân chương Hồ Chí Minh 1997
- Huân chương Lao động hạng ba
- Huân chương Chiến thắng hạng nhất [9].
- Huân chương Kháng chiến hạng nhất
- Tên ông được đặt cho một con đường ở Hồng Ngự, Đồng Tháp.